# Västmanlands runinskrifter 3
Västmanlands runinskrifter 3, Vs 3, är en försvunnen vikingatida runsten i Kävlinge (Bysingsberg), Dingtuna socken och Västerås kommun. De äldsta rapporterna om denna sten härrör från slutet av 1600-talet. I mitten av 1800-talet rapporterades den av Richard Dybeck som försvunnen. Vs 3 är rest av en kvinna med namnet Ingirun efter två män, utan tvivel hennes söner.

## Inskriften
Translitterering av runraden:
[ikirun : let : resa : sen þin : ytiʀ --... ...iualt : a- : -----st : tereka : kuþa : auk : melti : þt :  baþu : kuþ : ealba : salu : þera]
Normalisering till runsvenska:
Ingirun let ræisa stæin þenna æftiʀ ... [Ing]ivald o[k] ..., drængia goða. Ok mælti þat [ok] baðu Guð hialpa salu þæiʀa.
Översättning till nusvenska:
Ingerun lät resa denna sten efter ... Ingevald och ..., goda drängar. Och sade det (och) bad Gud hjälpa deras själar.